# Nazionale femminile di pallacanestro dell'Uruguay
La nazionale femminile di pallacanestro dell'Uruguay, selezione delle migliori giocatrici di pallacanestro di nazionalità uruguaiana, rappresenta l'Uruguay nelle competizioni internazionali femminili di pallacanestro organizzate dalla FIBA ed è gestita dalla Federazione cestistica dell'Uruguay.

## Piazzamenti

### Campionati sudamericani
- 1962 - 7º
- 1974 - 7º
- 1984 - 8º
- 2010 - 7º
- 2013 - 7º

- 2014 - 7º
- 2016 - 9º
- 2022 - 7º

## Formazioni

### Campionati sudamericani
Campionato sudamericano femminile di pallacanestro 20104 Tovagliari, 5 Martinelli, 6 Guadalupe, 7 López, 8 dos Santos, 9 Pereyra, 10 Acosta, 11 Bello, 12 Guarnaschelli, 13 Dibarboure, 14 Dagnino, 15 Somma,        All. Juan Serdio
Campionato sudamericano femminile di pallacanestro 20134 Tovagliari, 5 Martinelli, 6 Guadalupe, 7 López, 8 Sosa, 9 Pereyra, 10 Dall'Orto, 11 Bello, 12 Sergio, 13 Dibarboure, 14 Dagnino, 15 Somma,        All. Juan Serdio
Campionato sudamericano femminile di pallacanestro 20144 Ezquiaga, 5 Martinelli, 6 Guadalupe, 7 Spinelli, 8 dos Santos, 9 Pereyra, 10 Dall'Orto, 11 Bello, 12 Sergio, 13 Dibarboure, 14 Midaglia, 15 Somma,        All. Juan Serdio
Campionato sudamericano femminile di pallacanestro 20164 Tovagliari, 5 Martinelli, 6 Döring, 7 López, 8 Sergio, 9 Pereyra, 10 Panetta, 11 Bello, 12 Ezquiaga, 13 Dibarboure, 14 Dagnino, 15 Somma,        All. Alejandro Álvarez
Campionato sudamericano femminile di pallacanestro 20224 Niski, 5 Kirschenbaum, 8 Chagas, 10 Dolinsky, 11 Talasimov, 14 Larre Borges, 15 Somma, 17 Schiavo, 22 Döring, 25 Zeballos, 28 Medrik, 45 Rivera,        All. Alejandro Álvarez